# Horst Lange (Politiker)
Horst Lange (* 30. März 1934 in Berlin; † 27. Juli 2010 ebenda) war ein Berliner SPD-Politiker und Pazifist.

## Karriere
Horst Lange war gelernter Bäcker, arbeitete aber später als Erzieher und Sozialarbeiter. Im Jahr 1952 wurde er SPD-Mitglied. In der SPD engagierte er sich als Abteilungsvorsitzender und Mitglied im Kreisvorstand der Kreuzberger SPD. Von 1967 bis 1971 war er Bezirksverordneter in Kreuzberg. Von 1971 bis 1981 gehörte Horst Lange als Mitglied der SPD-Fraktion dem Abgeordnetenhaus von Berlin an. In dieser Zeit arbeitete er als stellvertretender Vorsitzender des Ausschusses für Justiz und später auch als Mitglied des Ausschusses für Sicherheit und Ordnung.
Horst Lange, der sich zeitlebens für hilfsbedürftige Menschen eingesetzt hat, die in der Gesellschaft keine Lobby haben, wurde 2005 Mitglied der pazifistischen Internationale der Kriegsdienstgegner/innen (IDK) und unterstützte damit Kriegsdienstverweigerer und die antimilitaristische Arbeit gegen Wehrpflicht, Militär und Krieg.